# Is This It
Is This It là album phòng thu đầu tay của ban nhạc indie rock người Mỹ The Strokes. Được thu âm tại Transporterraum ở New York bởi nhà sản xuất Gordon Raphael, album được phát hành vào ngày 30 tháng 6 năm 2001 tại Úc bởi RCA Records. Album này đạt vị trí số 2 tại UK Albums Chart và vị trí cao nhất là số 33 tại Billboard 200, ngoài ra đạt chứng chỉ Bạch kim ở nhiều nơi khác. "Hard to Explain", "Last Nite", và "Someday" là 3 đĩa đơn theo kèm album.
Với album này, The Strokes cố gắng xây dựng một thứ nhạc rock giản lược mà không qua nhiều chỉnh sửa phòng thu. Tiếp theo phong cách từ ấn bản EP năm 2001, The Modern Age, các thành viên trong nhóm hoàn thiện những trải nghiệm của quá trình thu âm trực tiếp các ca khúc trong phòng thu, trong khi trưởng nhóm Julian Casablancas bắt đầu sáng tác và khai thác nhiều hơn các vấn đề về sự sống và các mối quan hệ của giới trẻ. Để quảng bá Is This It, The Strokes cũng tiến hành một tour diễn nhỏ vòng quanh thế giới trước khi ra mắt chính thức album. Phần bìa đĩa của album bị cho là quá nhục dục và bị thay thế ở vài quốc gia, trong đó có thị trường Bắc Mỹ. Danh sách các ca khúc phát hành tại đây có thay đổi ít nhiều vì ảnh hưởng của vụ khủng bố 11 tháng 9.
Được quảng bá rộng rãi bởi các tạp chí âm nhạc qua thứ giai điệu gần với chất pop, The Strokes nhờ đó có được nhiều đánh giá chuyên môn cũng như những thành công thương mại nhất định. Is This It được ngợi ca nhiều bởi tính cuốn hút và nhịp điệu liên tưởng nhiều tới thứ nhạc garage rock của những năm 70. Đây là một album nổi tiếng, được coi là một album quan trọng cho sự phát triển của alternative cũng như của nền công nghiệp âm nhạc thế kỷ mới. Is This It được vinh danh trong nhiều danh sách những album xuất sắc nhất của thập niên 2000 cũng như của mọi thời đại.

## Danh sách ca khúc
Tất cả các ca khúc đều được viết bởi Julian Casablancas.
| STT | Nhan đề               | Thời lượng |
| --- | --------------------- | ---------- |
| 1.  | "Is This It"          | 2:35       |
| 2.  | "The Modern Age"      | 3:32       |
| 3.  | "Soma"                | 2:38       |
| 4.  | "Barely Legal"        | 3:54       |
| 5.  | "Someday"             | 3:07       |
| 6.  | "Alone, Together"     | 3:12       |
| 7.  | "Last Nite"           | 3:18       |
| 8.  | "Hard to Explain"     | 3:48       |
| 9.  | "New York City Cops"  | 3:36       |
| 10. | "Trying Your Luck"    | 3:28       |
| 11. | "Take It or Leave It" | 3:16       |

## Thành phần tham gia sản xuất
Danh sách bao gồm:
| The Strokes - Julian Casablancas – hát chính, hát bè, hát nền. - Nikolai Fraiture – bass. - Albert Hammond, Jr. – guitar. - Fabrizio Moretti – trống. - Nick Valensi – guitar. | Sản xuất - JP Bowersock – cố vấn. - Greg Calbi – chỉnh âm. - Gordon Raphael – sản xuất, kỹ thuật viên âm thanh. Design - Colin Lane – ảnh chụp và thiết kế bìa đĩa (ngoài ấn bản Bắc Mỹ). - CERN – thiết kế bìa đĩa (ấn bản Bắc Mỹ). |

## Xếp hạng
| Bảng xếp hạng (2001–2002) | Vị trí cao nhất |
| ------------------------- | --------------- |
| Billboard 200 (U.S.)      | 33              |
| UK Albums Chart           | 2               |
| Australian Albums Chart   | 5               |
| Belgian Albums Chart      | 47              |
| Finnish Albums Chart      | 23              |
| French Albums Chart       | 19              |
| German Albums Chart       | 28              |
| Netherlands Albums Chart  | 54              |
| New Zealand Albums Chart  | 23              |
| Norwegian Albums Chart    | 2               |
| Swedish Albums Chart      | 3               |

| Ca khúc           | Vị trí cao nhất | Vị trí cao nhất | Vị trí cao nhất |
| Ca khúc           | U.S. Mod. Rock  | UK              | AUS             |
| ----------------- | --------------- | --------------- | --------------- |
| "Hard to Explain" | 27              | 16              | —               |
| "Last Nite"       | 5               | 14              | 47              |
| "Someday"         | 17              | 27              | —               |